# Jevgeni Makejev
Jevgeni Vladimirovitsj Makejev (Russisch: Евгений Владимирович Макеев) (Tsjerepovets, 24 juli 1989) is een Russisch voetballer die bij voorkeur als rechtsback speelt. Hij verruilde in 2007 FC Sheksna Tsjerepovets voor Spartak Moskou.

## Clubcarrière
Makeyev werd geboren in Tsjerepovets en sloot zich aan bij FC Sheksna Tsjerepovets. Hij debuteerde in 2006 in de hoofdmacht van de club, waarvoor hij in totaal 42 officiële wedstrijden speelde. In augustus 2007 werd hij getransfereerd naar Spartak Moskou, waar hij in het tweede elftal startte. In januari 2009 werd hij bij het eerste elftal gehaald. Op 15 maart 2009 debuteerde hij in de Premjer-Liga tegen FK Zenit Sint-Petersburg. Sindsdien speelde hij meer dan honderd competitiewedstrijden voor Spartak Moskou.

## Interlandcarrière
Makeyev speelde elf interlands voor Rusland -21. Op 29 juni 2011 debuteerde hij voor Rusland in de vriendschappelijke interland tegen Qatar. Hij kwam tijdens de rust in voor Joeri Zjirkov.
2 Reabciuk ·
4 Duarte ·
5 Klassen ·
6 Babić ·
7 Sobolev ·
8 Moses ·
10 Promes ·
13 Lajkin ·
14 Dzjikija  ·
17 Zinkovsky ·
18 Oemjarov ·
19 Medina ·
22 Ignatov ·
23 Tsjernov ·
25 Proetsev ·
35 Martins ·
39 Maslov ·
47 Zobnin ·
57 Selichov ·
68 Litvinov ·
70 Meljosjin ·
77 Bongonda ·
82 Chloesevitsj ·
88 Svinov ·
97 Denisov ·
98 Maksimenko ·
Coach: Abascal